# Sharon Small
Sharon Small (* 1. Januar 1967 in Glasgow, Schottland) ist eine britische Schauspielerin.

## Biografie
Small ist das älteste von fünf Kindern. 1989 graduierte sie an der Mountview Academy of Theatre Arts und begann mit der Arbeit auf der Bühne, unter anderem am National Theatre in London und Sam Mendes’ Donmar Warehouse. Weitere Theaterrollen waren die Elaine aus Arsen und Spitzenhäubchen, Cinderella und die Catherine in Emily Brontës Sturmhöhe. Feste Engagements führten sie an das Royal Court Theatre und an das Sheffield Crucible Theatre.
Small wurde über Großbritannien hinaus durch ihre Rolle als Detective Sergeant Barbara Havers in den BBC-Verfilmungen der Kriminalromane von Elizabeth George The Inspector Lynley Mysteries bekannt. Bis 2007 spielte sie diese Rolle in 23 Episoden und wurde dafür mit Nominierungen als beste Schauspielerin beim Golden Satellite Award und beim TV Choice Award belohnt.
Auch im Kino war Small erfolgreich, so gewann sie 1997 für ihre Rolle in Bumping the Odds den Preis als beste Schauspielerin auf dem Filmfestival in Edinburgh. 2002 spielte sie in About a Boy an der Seite von Hugh Grant und 2004 in Lieber Frankie zusammen mit Emily Mortimer und Jack McElhone. Small lebt mit ihrem Ehemann und den beiden gemeinsamen Kindern in Nord-London.

## Filmografie (Auswahl)
- 1997: Bite
- 1997: Gestohlene Kindheit (No Child of Mine)
- 1997: Bumping the Odds
- 1998: Driven – Vom Bösen getrieben (Driven)
- 1999–2000: Sunburn (Fernsehserie)
- 2000: Glasgow Kiss (Fernsehserie)
- 2001–2007: Inspector Lynley (The Inspector Lynley Mysteries) (Fernsehserie)
- 2002: About a Boy oder: Der Tag der toten Ente (About a Boy)
- 2004: Lieber Frankie (Dear Frankie)
- 2005: A Midsummer Night’s Dream
- 2007: Nina and the Neurons (Fernsehserie)
- 2008: Nina and the Neurons Go Eco! (Fernsehserie)
- 2008–2010: Aus Lust und Leidenschaft (Mistresses, Fernsehserie)
- 2009: Murderland (Fernsehserie)
- 2010: Agatha Christie’s Marple: Fernsehserie, Staffel 5, Folge 3: Die blaue Geranie (The Blue Geranium)
- 2011: Downton Abbey (Fernsehserie)
- 2012: New Tricks – Die Krimispezialisten (New Tricks, Fernsehserie, 1 Folge)
- 2013: Death in Paradise 3x03: Episode 3 – Wahrheit und Fälschung
- 2013: Silent Witness (Fernsehserie, 2 Folgen)
- 2013: Call the Midwife – Ruf des Lebens (Call the Midwife; Fernsehserie, 1 Folge)
- 2014: Inspector Barnaby (Midsomer Murders), Fernsehserie, Staffel 16, Folge 3: Der Trüffelschwein-Mörder (Wild Harvest)
- 2014: Law & Order: UK (Fernsehserie, 1 Folge)
- 2017: Verrate mich nicht (Trust Me, Miniserie, 4 Folgen)
- 2021: The Bay (Fernsehserie, 6 Folgen)